# Flottentorpedoboot 1941
Das Flottentorpedoboot 1941 war eine Klasse von nicht mehr fertiggebauten Torpedobooten der deutschen Kriegsmarine im Zweiten Weltkrieg. Der Bau von 14 Booten begann 1943 und 1944 in der Schichau-Werft in Elbing. Fertiggestellt wurde aufgrund des kriegsbedingten Arbeiter- und Materialmangels vor der Einstellung aller Arbeiten am 22. Januar 1945 keines. Ein Teil der Boote wurden angesichts der vorrückenden sowjetischen Truppen in Richtung Westen geschleppt.

## Konzept
Der Typ war eine leicht vergrößerte Abwandlung der Flottentorpedoboote 1939. Vor allem die mit dem Typ 1939 im Einsatz gewonnenen Erfahrungen hatten gezeigt, dass deren Maschinenanlagen für Boote dieser Größe unterdimensioniert waren; entsprechend wurde die Antriebsleistung erhöht.
Als Weiterentwicklung der Flottentorpedoboote wurde der Entwurf eines Flottentorpedoboots 1941A ausgearbeitet. Ein weiterer überarbeiteter Entwurf des Flottentorpedoboots 1944 wurde noch 1944 bei der Schichau-Werft in Auftrag gegeben.

## Bau
Das erste Boot T 37 lief am 29. April 1944 vom Stapel und war im Januar 1945 bereits zu über 96 % fertiggestellt, insbesondere waren bereits alle Kessel und Turbinen eingebaut. Die ebenfalls 1944 vom Stapel gelaufenen Schwesterboote T 38 bis T–40 waren bis zu 84 % fertiggebaut und bei Einstellung aller Arbeiten auf der Schichau-Werft an den Torpedobootsneubauten in der Lage, nach Westen geschleppt zu werden. Vom 25. bis 26. Januar 1945 wurden T 37, T 38 und T 39 von Elbing nach Danzig in die dortige Schichau-Werft gebracht. Für T 37 und T 38 wurde gemäß K.T.B. des Führers der Zerstörer am 28. Januar der Weiterbau bei Deschimag in Bremen vorgesehen.
- T 37 wurde im März 1945 in das vom O.K.M. befohlene Notprogramm aufgenommen und von Danzig über Kiel und den Nord-Ostsee-Kanal nach Brake an der Unterweser gebracht, wo es am 8. Mai 1945 US-Kriegsbeute wurde. Es soll am 26. Juli 1946 im Skagerrak versenkt worden sein.
- T 38 sollte nunmehr nicht mehr fertiggestellt werden, da ein Getriebe noch nicht eingebaut war. Es gelangte wie T 39 Mitte März 1945 nach Kiel. Beide Boote wurden am 8. Mai 1945 von der Royal Navy übernommen und sollen am 10. Mai 1945 im Skagerrak versenkt worden sein.
- T 40 strandete am 10. März bei der Überführung bei Danzig-Brösen und wurde dort am 23. März 1945 durch Wasserbomben gesprengt.

1944 wurden noch T 41 bis T 45 auf Kiel gelegt; sie befanden sich bei der Eroberung Elbings in verschieden fortgeschrittenen Baustadien.
- Der Stapellauf von T 41 fand am 12. September 1944 statt. Im Januar 1945 war das Boot zu gut 66 % fertiggestellt und konnte am 26. Januar 1945 nach Danzig geschleppt werden. Es wurde wahrscheinlich nach 1945 verschrottet.
- T 42 lief am 10. Oktober 1944 vom Stapel und war im Januar 1945 zu rund 58 % fertig; das unfertige Boot wurde wahrscheinlich im März 1945 in Elbing gesprengt.
- T 43 bis T 45 wurden 1944 mit den Baunummern 1636 bis 1638 auf Kiel gelegt (23. Mai, 29. Juni sowie 7. August); alle drei wurden bei der Räumung Elbings im März 1945 gesprengt.

Der Bauauftrag für T 46 bis T 48 erging am 16. Juni 1943, sie erhielten die Baunummern 1639 bis 1641. Die lediglich zu 20 bis 25 % fertiggestellten Boote sollen bei Räumung der Werft bis spätesten 13. Februar 1945 gesprengt worden sein.
T 49 bis T 51 wurden am 11. Januar 1944 in Auftrag gegeben, als Baunummern wurden 1717 bis 1719 vergeben. T 49 und T 50 wurden noch auf Kiel gelegt, blieben aber im Rohbaustadium; die Rümpfe wurden ebenfalls bis zum 13. Februar 1945 gesprengt. Zu einem Baubeginn für T 51 kam es nicht mehr.
| Name | Bau-Nr. | Auftrag           | Kiellegung        | Stapellauf         | Geplante Indienststellung | Verbleib                           |
| ---- | ------- | ----------------- | ----------------- | ------------------ | ------------------------- | ---------------------------------- |
| T 37 | 1538    | 25. November 1942 | 14. August 1943   | 29. April 1944     | November 1944             | Versenkt 1946                      |
| T 38 | 1539    | 25. November 1942 | 11. Oktober 1943  | 17. Juni 1944      | 28. Dezember 1944         | Am 10. Mai 1945 versenkt           |
| T 39 | 1540    | 25. November 1942 | 8. November 1943  | 22. Juli 1944      | 1945                      | Am 10. Mai 1945 versenkt           |
| T 40 | 1541    | 25. November 1942 | 27. Dezember 1943 | 2. September 1944  | 20. März 1945             | Am 23. März 1945 gesprengt         |
| T 41 | 1542    | 25. November 1942 | 21. Februar 1944  | 12. September 1944 | 1. Mai 1945               | Nach 1945 verschrottet             |
| T 42 | 1543    | 25. November 1942 | 27. März 1944     | 10. Oktober 1944   | 10. Juni 1945             | Wahrscheinlich in Elbing gesprengt |

## Technische Beschreibung

### Rumpf
Der Rumpf eines Flottentorpedoboots 1941, unterteilt in wasserdichte Abteilungen und vollständig geschweißt, hätte eine Länge über alles von 106 Meter, eine maximale Breite von 10,7 Meter und einen maximalen Tiefgang von 3,72 Meter besessen. Die geplante Standardverdrängung sollte sich auf 1.493 Tonnen und die Einsatzverdrängung auf 2.155 Tonnen belaufen. Er wäre in Querspant-Längsbänderbauweise, mit einem Doppelboden, welcher 69 % der Gesamtlänge eingenommen hätte, aus Schiffbaustahl ST 52 ausgeführt worden.

### Antrieb
Die Boote sollten wie ihre Vorgänger durch eine Heißdampf-Turbinenanlage angetrieben werden. Die vier ölbefeuerten Wagner-Heißdampf-Kessel und die zwei Wagner-Getriebeturbinen waren in je zwei getrennten Kessel- und Turbinenräumen aufgestellt. Dies entsprach der Kraftwerksanordnung des Typs 1939. Die geplante Leistung lag bei 40.000 WPS für die beiden Schrauben mit je drei Flügeln. Die beiden Spatenruder standen in den Schraubenströmen. Die Höchstgeschwindigkeit nach Konstruktion sollte bei 34 kn liegen. Maximal sollten 582 t Heizöl mitgeführt werden. Der Fahrbereich nach Konstruktion sollte bei 2800 sm bei 19 kn liegen.

### Bewaffnung

#### Artillerie
Als Hauptbewaffnung waren vier 10,5-cm SK C/32na mit Kaliberlänge 45 in vier Einzellafetten 10,5-cm MPL C/32 ge. vorgesehen. Diese Geschütze waren In Bootsmittellinie eines vor der Brücke, eines zwischen den Aufbauten und die letzten zwei achtern hinter den Aufbauten, hiervon eins überhöht auf einem niedrigen Aufbau aufgestellt. Mit einem maximalen Erhöhungswinkel von +80° konnten als Allzweckwaffe damit sowohl See-, Land- und hochfliegende Luftziele bekämpft werden. Für die Geschütze wurden insgesamt 2400 Schuss Munition mitgeführt.

#### Flugabwehr
Die Flugabwehrbewaffnung sollte bei den ersten drei Booten aus sechs 3,7-cm SK C/30 in drei dreiachsig stabilisierten Doppellafetten C/30 mit 12.000 Schuss Munition sowie acht 2-cm-Flak C/38 in Einzellafetten C/44 bestehen. Bei nachfolgenden Booten aus sechs 3,7-cm-Flak M42 in drei Doppellafetten DLM42 und zwölf 2-cm-Flak C/38 in drei Vierlingslafetten C/38 mit Schutzschilden.

#### Torpedos
Die geplante Torpedobewaffnung hätte aus zwei, um 360° schwenkbaren, Dreifachtorpedorohrsätzen im Kaliber 53,3 cm bestanden und Torpedos des Typs G7a verschossen. Die Mitnahme von Reservetorpedos in Behältern an Oberdeck war nicht vorgesehen.

#### Sonstiges
Des Weiteren gehörten zu geplanten Bewaffnung Wasserbomben-Werfer, Wasserbomben-Einzellager und Schienen auf dem Achterdeck für das Legen von bis zu 50 Seeminen.

### Feuerleitanlage
Zunächst sollte auf T 37 bis T 42 wie beim Vorgängertyp optische 3-m-Basis-Entfernungsmessgeräte vom Typ 3u, aufgestellt auf dem Brückenaufbau, zum Einsatz kommen. Nach einer Überarbeitung der Konstruktionspläne wurde für T 40 bis T 50 ein Basisgerät mit Artillerieleit-Funkmeßgerät in einer drehbaren Kuppel projektiert.

## Besatzung
Es war eine Besatzung von 197 Offizieren, Unteroffizieren und Mannschaften vorgesehen. Üblicherweise befehligte ein Offizier im Rang eines Kapitänleutnants ein Torpedo- bzw. Flottentorpedoboot der Kriegsmarine.